# David Carbonari
David Carbonari (Roma, 1909 – 1981) è stato un regista italiano.

## Biografia
Carbonari ha lavorato dal 1947 al 1960 come aiuto regista per Duilio Coletti e una volta per Carlo Lizzani. Nel 1955 dirige il suo unico film, il melò dai toni patriottici Bella non piangere.

## Filmografia

### Regista
- Bella non piangere (1955)

### Attore
- La grande speranza, regia di Duilio Coletti (1955)

### Aiuto regista
- Il passatore, regia di Duilio Coletti (1947)
- Cuore, regia di Duilio Coletti e Vittorio De Sica (1948)
- Il grido della terra, regia di Duilio Coletti (1949)
- Libera uscita, regia di Duilio Coletti (1951)
- Wanda, la peccatrice, regia di Duilio Coletti (1952)
- È arrivato l'accordatore, regia di Duilio Coletti (1952)
- I sette dell'Orsa maggiore, regia di Duilio Coletti (1953)
- La grande speranza, regia di Duilio Coletti (1955)
- Divisione Folgore, regia di Duilio Coletti (1955)
- Londra chiama Polo Nord, regia di Duilio Coletti (1956)
- Gli italiani sono matti, regia di Duilio Coletti e Luis María Delgado (1958)
- Sotto dieci bandiere, regia di Duilio Coletti (1960)
- Il processo di Verona, diretto da Carlo Lizzani (1962)